# Esquina
Esquina – miasto w Argentynie, w prowincji Corrientes, stolica departamentu o tej samej nazwie.
Według danych szacunkowych na rok 2010 miejscowość liczyła 19 081 mieszkańców.